# William D. Middleton
William D. Middleton (* 25. März 1928 in Davenport (Iowa); † 11. Juli 2011 in Livonia (New York)) war ein amerikanischer Eisenbahn-Autor, -Fotograf und -Historiker.

## Leben
William D. Middleton wurde als Sohn des Arztes William Middleton geboren. Am Rensselaer Polytechnic Institute machte er 1950 seinen Abschluss als Bauingenieur. Den Magister legte er an der University of Wisconsin ab. Anschließend arbeitete er knapp 30 Jahre bis 1979 beim U. S. Navy Civil Engineer Corps unter anderem in Korea, Japan, der Türkei und in Marokko. Er arbeitete als Statiker und Hochbauingenieur und entwarf Brücken. Danach war er bis 1993 Leiter der Gebäudebewirtschaftung an der University of Virginia in Charlottesville.
Bereits frühzeitig interessierte sich William D. Middleton für die Eisenbahn. Schon im Alter von 10 Jahren machte er erste Fotos von Eisenbahnen. Ab 1951 veröffentlichte er regelmäßig Beiträge in der Zeitschrift Trains zu verschiedenen Bahnen in den Vereinigten Staaten (vor allem Interurbans) und weltweit. Fotos von ihm waren 20 mal auf der Titelseite der Zeitschrift. Von der Railway and Locomotive Historical Society erhielt er 1984 den Gerald M. Best Senior Achievement Award und 2006 den Fred A. and Jane R. Stindt Photography Award.
Auch in den Zeitschriften Railway Age, Railway Track & Structures und International Railway Journal des Verlages Simmons-Boardman Publishing erschienen seine Artikel. Bei diesem Verlag war Middleton außerdem Mitherausgeber von Planungsleitfäden für den Schienennahverkehr sowie Organisator mehrerer Eisenbahn-Konferenzen der Railway Track & Structures.
Mit seiner 2009 verstorbenen Ehefrau Dorothy war er 53 Jahre verheiratet und hatte zwei Söhne.

## Werke
- 1961: The interurban era, Kalmbach
- 1964: North Shore; America's fastest interurban, Golden West Books
- 1967: The time of the trolley, Kalmbach (2. Auflage 1987 Golden West Books)
- 1969: The railroad scene, Golden West Books
- 1970: South Shore, the last interurban, Golden West Books (2. Auflage 1999 Indiana University Press)
- 1974: When the steam railroads electrified, Kalmbach Books (2. Auflage 2001 Indiana University Press)
- 1975: Some Korean journeys, zusammen mit seiner Frau Dorothy H. Middleton, Royal Asiatic Society Seoul
- 1977: Grand Central, the world's greatest railway terminal, Golden West Books
- 1983–1985: Traction classics : the interurbans, Golden West Books, 3 Bände
- 1986: China by rail, Trans-Anglo Books
- 1989: From bullets to BART : issued in commemoration of the fiftieth anniversary of Central Electric Railfans' Association, 1938-1988, The Association
- 1994: North American commuter rail 1994 : including a detailed user's guide for every system in the U.S. and Canada, Pentrex
- 1996: Manhattan gateway : New York's Pennsylvania Station, Kalmbach Books
- 1999: Landmarks on the iron road : two centuries of North American railroad engineering, Indiana University Press
- 2000: Yet there isn't a train I wouldn't take : railway journeys, Indiana University Press
- 2001: The bridge at Québec, Indiana University Press
- 2002: The Pennsylvania Railroad under wire, Kalmbach Books
- 2003: The last interurbans, Central Electric Railfans' Association
- 2003: Metropolitan railways : rapid transit in America, Indiana University Press
- 2007: Encyclopedia of North American railroads, Indiana University Press, Mitherausgeber
- 2009: Frank Julian Sprague : electrical inventor & engineer, zusammen mit seinem Sohn William D. Middleton III, Indiana University Press